# Ursula Stötzer
Ursula Stötzer (* 1928; † 2018 in Friedrichroda, Landkreis Gotha) war eine deutsche Sprechwissenschaftlerin mit den Schwerpunkten Phonetik und Sprecherziehung. Sie war hauptverantwortlich für die Bearbeitung des Wörterbuchs der deutschen Aussprache, das seit 1964 in mehreren Auflagen erschien.

## Werdegang
Ursula Stötzer war eine Schülerin von Irmgard Weithase (1906–1986) und promovierte 1959 an der Universität Jena mit der Arbeit Die Anfänge einer weltlichen deutschen Redekunst im 17. und 18. Jahrhundert (später erschienen unter dem Titel Deutsche Redekunst im 17. und 18. Jahrhundert). Ab 1958 war sie am Institut für Sprechwissenschaft und Phonetik der Martin-Luther-Universität Halle-Wittenberg tätig, wo sie der Redaktion des „Aussprachewörterbuchs der allgemeinen deutschen Hochlautung“ angehörte. Diese erstellte das Wörterbuch der deutschen Aussprache, dessen erste Auflage 1964 erschien und an dem Stötzer einen immensen Arbeitsanteil hatte. Ihre Habilitation (Diss. B) erfolgte 1974 mit der Arbeit Die Betonung zusammengesetzter Wörter unter besonderer Berücksichtigung der Komposita mit fremden Konstituenten.

## Veröffentlichungen (Auswahl)
- Deutsche Redekunst im 17. und 18. Jahrhundert. Halle (Saale): VEB Niemeyer 1962.
- Redekunst. Leipzig: VEB Bibliographisches Institut 1964.
- Zur Häufigkeit fremder Wörter in politischen Aufsätzen und Reden. Ein Beitrag zur phonetischen Eindeutschung. Halle (Saale): Martin-Luther-Universität 1966.
- Sprechübungen für Kinder. Eine Schallplatte mit Beiheft. Berlin: VEB Deutsche Schallplatten 1974.
- (mit Otto Preu:) Sprecherziehung. Für Studenten pädagogischer Berufe. Berlin: Volk und Wissen 1978.